# Граф Стэмфорд
Граф Стэмфорд (англ. Earl of Stamford) — английский дворянский титул, существовавший в 1628—1976 годах. Его носители были пэрами Англии.

## История титула
В 1603 году Генри Грей, сына Джона Грея из Пирго и племянник казнённого в 1554 году Генри Грея, 1-го герцога Саффолка, получил титул барона Грея из Гроуби. Для его внука, Генри Грея, 2-го барона Грея из Гроуби, в 1628 году был создан титул графа Стэмфорда. 
Гарри Грей, 4-й граф Стэмфорд, женился на Мэри Бут, дочери Джорджа Бута, 2-го графа Уоррингтона. Со смертью Джорджа Бута, не оставившего сыновей, в 1758 году титул графа Уорингтона исчез, но в 1796 году для Джорджа Гарри Грея, 5-го графа Стэмфорда, был воссоздан титул графа Уоррингтона.
В 1883 году умер бездетный Джордж Гарри Грей, 7-й граф Стэмфорд и 3-й граф Уоррингтон. Титул графа Уоррингтона исчез, а титулы графа Стэмфорда и барона Грея из Гроуби унаследовал его троюродный брат Гарри Грей, 8-й граф Стэмфорд, живший в Кейптауне. У него был сын и две дочери, однако после смерти Гарри в 1890 году право наследования его сына Джона было оспорено, поскольку тот родился раньше брака родителей. После судебного разбирательства Джону Грею было отказано в наследовании титулов графа Стэмфорда и барона Грея из Гроуби, они были переданы Уильяму Грею, двоюродному брату покойного графа, жившему на Барбадосе. 
Уильям Грей перебрался в родовое поместье только в 1906 году. Он умер в 1910 году, после чего титулы перешли к его сыну Роджеру Грею, 10-му графу Стэмфорду и 12-му барону Грею из Гроуби. Он был тогда несовершеннолетним и занял место в палате лордов только в 1919 году. Женат он не был, и после его смерти в 1976 году титулы графа Стэмфорда и барона Грея из Гроуби исчезли.

## Список графов Стэмфорд
- 1628—1673: Генри Грей (1599 — 26 июля 1614), 2-й барон Грей из Гроуби с 1603, 1-й граф Стэмфорд с 1628
  - Томас Грей (1623 — до 8 мая 1657), лорд Грей из Гроуби, сын предыдущего
- 1673—1720: Томас Грей (1654 — 31 января 1720), 2-й граф Стэмфорд и 3-й барон Грей из Гроуби с 1673, сын предыдущего
- 1720—1739: Генри Грей (10 июня 1685 — 16 ноября 1739), 3-й граф Стэмфорд и 4-й барон Грей из Гроуби с 1720, внук Генри Грея, 1-го графа Стэмфорда
- 1739—1768: Гарри Грей (18 июня 1715 — 24 июня 1768), 4-й граф Стэмфорд и 5-й барон Грей из Гроуби с 1739, сын предыдущего
- 1768—1819: Джордж Гарри Грей (1 октября 1737 — 28 мая 1819), 5-й граф Стэмфорд и 6-й барон Грей из Гроуби с 1768, 1-й граф Уоррингтон с 1796, сын предыдущего
- 1819—1845: Джордж Гарри Грей (31 октября 1765 — 26 апреля 1845), 6-й граф Стэмфорд, 2-й граф Уоррингтон и 7-й барон Грей из Гроуби с 1819, сын предыдущего
  - Джордж Гарри Грей (5 апреля 1802 — 24 октября 1835), 8-й барон Грей из Гроуби с 1833, сын предыдущего
- 1845—1883: Джордж Гарри Грей (7 января 1827 — 2 января 1883), 7-й граф Стэмфорд, 3-й граф Уоррингтон и 9-й барон Грей из Гроуби с 1845, сын предыдущего
- 1883—1890: Гарри Грей (26 февраля 1812 — 19 июня 1890), 8-й граф Стэмфорд, 10-й барон Грей из Гроуби с 1883, троюродный брат предыдущего, правнук Гарри Грея, 4-го графа Стэмфорда
- 1890—1910: Уильям Грей (18 апреля 1850 – 24 мая 1910), 9-й граф Стэмфорд, 11-й барон Грей из Гроуби с 1890, двоюродный брат предыдущего
- 1910—1976: Роджер Грей (27 октября 1896 – 18 августа 1976), 10-й граф Стэмфорд, 12-й барон Грей из Гроуби с 1910, сын предыдущего